# Канатна дорога санаторію «Ясна Поляна»

Вид з канатної дороги

Канатна дорога санаторію «Ясна Поляна» — пасажирська маятникова канатна дорога в смт Гаспра, Україна. З'єднує санаторій «Ясна Поляна» з Гаспринською набережною та міськими пляжами.
Канатна дорога від санаторію «Ясна Поляна» була здана в експлуатацію 26 грудня 1979 року.
Є дві станції: нижня (5 метрів над рівнем моря) та верхня (130 метрів над рівнем моря). Відстань між станціями і довжина власне самої дороги становить близько 900 метрів. Перепад висот між верхньою та нижньою станціями — 125 метрів. Продуктивність — 300 ос./год. Швидкість руху вагона — 3,8 м/сек. Пасажирська кабінка проходить шлях за 4—5 хвилин в одну сторону. Вона вміщає до 40 осіб. Всього по дорозі йдуть 2 кабінки. Дорога зроблена по маятниковому типу.
Між верхньою та нижньою станціями встановлено 3 опорні вежі. Висота кожної з опор становить 28 метрів.

## Галерея

Одна з опор дороги
Нижня станція
Канатна дорога